# درکاه
درکاه، روستایی در دهستان درآبسر بخش گوهران شهرستان بشاگرد در استان هرمزگان ایران است.

## جمعیت
بر پایه سرشماری عمومی نفوس و مسکن در سال ۱۳۹۵، جمعیت این روستا برابر با ۲۷۷ نفر (۶۶ خانوار) بوده‌است.